# Laukiz
Laukiz város Spanyolországban,  Bizkaia tartományban. Laukiz Urduliz, Gatika, Loiu és Erandio községekkel határos. Lakosainak száma 1245 fő (2024).

## Népesség
A település népessége az utóbbi években az alábbiak szerint változott:
| Lakosok száma | 1005 | 975  | 997  | 1082 | 1149 | 1129 | 1190 | 1194 | 1227 | 1245 |
|               | 2001 | 2004 | 2007 | 2009 | 2012 | 2014 | 2017 | 2019 | 2022 | 2024 |